# Leuculopsis intermedia
Leuculopsis intermedia là một loài bướm đêm trong họ Geometridae.